# Hendriks
Hendriks is een van oorsprong Nederlandse achternaam. De naam is een patroniem van de voornaam Hendrik.

## Aantallen naamdragers

### Nederland
In Nederland kwam de naam in 2007 29.492 keer voor. Daarmee was het de op 16 na meest voorkomende achternaam van Nederland. De grootste concentratie woonde toen in de gemeente Mill en Sint Hubert met 2,16% van de bevolking daar.

### België
In België kwam de naam in 2008 1.392 keer voor. De grootste concentratie naamdragers woonde in 2008 in Overpelt, met 0,7%.

## Bekende naamdragers
- Arend Hendriks (1901-1951), Nederlands kunstenaar
- Bas Hendriks (1994), Nederlands voetballer
- Ben Hendriks (voetballer) (1946), Nederlands voetballer
- Ben Hendriks (zanger) (1958), Nederlands zanger
- Berend Hendriks (1918-1997), Nederlands kunstenaar
- Bertus Hendriks (1942), Nederlands journalist
- Gijs Hendriks (1938), Nederlands jazzcomponist
- Hélène Hendriks (1980), Nederlands televisiepresentatrice en hockeyster
- Hendrik Hendriks Kramer (1850-1934), Nederlands architect
- Henk Hendriks (1940), Nederlands honkballer
- Hub Hendriks (1928), Nederlands beeldhouwer
- Irene Hendriks (1958), Nederlands hockeycoach
- J.P.L. Hendriks (1895-1975), Nederlands architect
- Jan Hendriks (bisschop) (1954), Nederlands bisschop-coadjutor
- Jan Hendriks (muzikant) (1949), Nederlands gitarist
- Jan Hendriks (politicus) (1937), Nederlands politicus
- Jerry Hendriks (1988), Nederlands darter
- Jimmy Hendriks (1994), Nederlands darter
- Jo Hendriks (1923-2001), Nederlands politicus
- Jurgen Hendriks (1983), Nederlands voetballer
- Kaj Hendriks (1987), Nederlands roeier
- Mark Hendriks, Nederlands striptekenaar
- Martien Hendriks, Nederlands beeldhouwer
- Martin Hendriks (1965), Nederlands veldrijder
- Maurits Hendriks (1961), Nederlands hockeycoach
- Nol Hendriks (1937), Nederlands ondernemer
- Norah Hendriks (2001), Nederlands zangeres onder de artiestennaam Noor
- Paul-Piet Hendriks (1846-1906), Nederlands missionaris
- Peter Hendriks (voetballer, 1958), Nederlands voetballer
- Peter Hendriks (voetballer, 1980), Nederlands voetballer
- Piet Hendriks (1918-2000), Nederlands acteur
- Reinder Hendriks (1973), Nederlands voetballer
- Ronald Hendriks (1950), Nederlands voetballer
- Ruud Hendriks (1959), Nederlands presentator
- Sam Hendriks (1995), Nederlands voetballer
- Stef Hendriks (1973), Nederlands voetballer
- Terry Hendriks (1957), Nederlands voetballer
- Theo Hendriks (1928-2015), Nederlands politicus en stedenbouwkundige
- Theo Hendriks (burgemeester) (1936), Nederlands politicus
- Thijs Hendriks (1985), Nederlands voetballer
- Willy Hendriks (1966), Nederlands schaker
- Wim Hendriks (politicus) (1922-2003), Nederlands politicus
- Wim Hendriks (voetballer) (1930-1975), Nederlands voetballer
- Wybrand Hendriks (1744-1831), Nederlands kunstschilder